# Charles Bertie (1683-1727)
Charles Bertie (1683-1727) est un homme politique conservateur anglais qui siège pendant quelques années pour le district de New Woodstock. 

## Biographie
Il est le sixième fils de Robert Bertie (3e comte de Lindsey) et le fils aîné de la troisième épouse de Lindsey, Lady Elizabeth Pope. En 1698, il est nommé homme libre d'Appleby-in-Westmorland. Lors de l'élection de 1705, il se présente dans l'arrondissement de New Woodstock, Oxfordshire, sous le patronage de son demi-cousin germain, Montagu Venables-Bertie (2e comte d'Abingdon), alors Lord Lieutenant de l'Oxfordshire. Comme le reste de sa famille, il est conservateur et vote contre le candidat à la présidence des Communes, John Smith, en 1705. 
Lors de l'élection de 1705, le duc de Marlborough, à qui le don par le roi du Palais de Blenheim a procuré une grande influence à Woodstock, a organisé l'élection de son homme de confiance, le général William Cadogan, comme député de l'arrondissement. Lors de l'élection de 1708, Marlborough remplace Abingdon en tant que Lord lieutenant du comté et son influence est telle que Bertie ne se donne pas la peine de se présenter à l'élection. Abingdon a peut-être envisagé de le nommer pour l'Oxfordshire lors de l'élection de 1710, mais choisit finalement Francis Clerke, dont le neveu a épousé Catherine, la cousine germaine de Bertie. Sous le ministère Harley, Bertie tente d'obtenir un poste de capitaine dans les Gardes mais n'a pas réussi. 
Le 29 avril 1714 il épouse Mary (décédée en 1725), fille de Thomas Browne d'Addlethorpe et veuve de Nicholas Newcomen de Theddlethorpe. Après sa mort, le 13 février 1726, il épouse Mary, fille du révérend Henry Marshall. Il n'a pas d'enfants. Après sa mort, le 15 août 1727, il est enterré à Theddlethorpe, laissant son domaine à Lord Albemarle Bertie, son demi-petit-neveu.